# Rödstrupig sporrhöna
Rödstrupig sporrhöna (Pternistis afer) är en fågel i familjen fasanfåglar inom ordningen hönsfåglar.

## Utseende och läte
Rödstrupig sporrhöna är en stor och knubbig gråbrun sporrhöna med röd bar hud på strupen och runt ögat. I övrigt varierar den geografiskt i mängden vitt i ansiktet, svartvit streckning undertill och svart på buken. Lätet berstår av en serie hårda "krek", ibland med en rullande inledning.

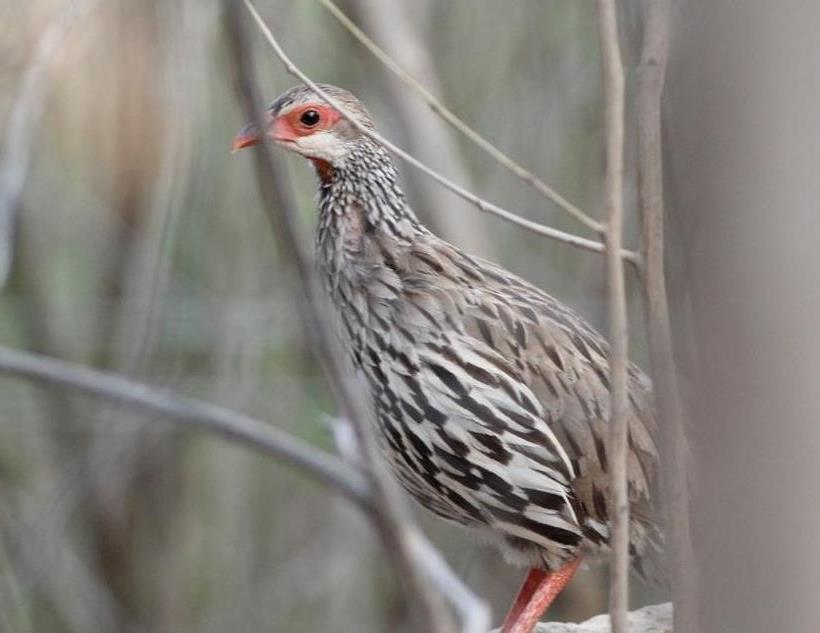

## Utbredning och systematik
Rödstrupig sporrhöna förekommer i centrala, östra och sydöstra Afrika. Det råder oenighet i vilka underarter den bör delas in i. Clements et al urskiljer sju underarter i fyra grupper, med följande utbredning:
- cranchii-gruppen
  - Pternistis afer cranchii – förekommer från västra Kongo till östra Uganda och västra Kenya, söderut till nordöstra Zambia
  - Pternistis afer harterti – förekommer på norra stranden av Tanganyikasjön (östra Demokratiska republiken Kongo, Burundi, nordvästra Tanzania)
- leucoparaeus-gruppen
  - Pternistis afer leucoparaeus – förekommer i kustnära områden i Kenya (från Tanafloden till gränsen mot Tanzania)
  - Pternistis afer melanogaster – förekommer från Moçambique norr om Zambezifloden till östra Tanzania och östra Zambia
  - Pternistis afer swynnertoni – förekommer från Moçambiques inland söder om Zambezifloden till sydöstra Zimbabwe
- Pternistis afer afer – förekommer i västra Angola och nordvästligaste Namibia
- Pternistis afer castaneiventer – förekommer i Sydafrika (södra och östra Kapprovinsen)

International Ornithological Congress har en annan indelning, där harterti inkluderas i cranchii och leucoparaeus-gruppen synonymiseras med humboldtii som anses ha prioritet.

Utbredningsområdet för rödstrupig sporrhöna.

### Släktestillhörighet
Tidigare placerades den i släktet Francolinus. Flera genetiska studier visar dock att Francolinus är starkt parafyletiskt, där arterna i Pternistis står närmare  t.ex. vaktlar i Coturnix och snöhöns. Även de svenska trivialnamnen på arterna i släktet har justerats från tidigare frankoliner till sporrhöns (från engelskans spurfowl) för att bättre återspegla släktskapet.

## Levnadssätt
Rödstrupig sporrhöna hittas i en rad olika miljöer, som fuktig savann, gräs- och buskmarker, jordbruksbygd och skogsbryn.

## Status och hot
Arten har ett stort utbredningsområde, men tros minska i antal, dock inte tillräckligt kraftigt för att den ska betraktas som hotad. Internationella naturvårdsunionen IUCN listar arten som livskraftig (LC).